# Acantharia sinensis
Acantharia sinensis är en svampart som först beskrevs av Franz Petrak, och fick sitt nu gällande namn av Arx 1954. Acantharia sinensis ingår i släktet Acantharia och familjen Venturiaceae.   Inga underarter finns listade i Catalogue of Life.